# Ministr výstavby a bydlení Izraele
Ministr výstavby a bydlení (hebrejsky שר הבינוי והשיכון‎, sar ha-binuj ve-ha-šichun) je člen izraelské vlády, který stojí v čele ministerstva výstavby a bydlení. Od roku 1967 má ministr velký význam v izraelsko-palestinském konfliktu, jelikož odpovídá za stavební projekty v kontroverzních izraelských osadách na Západním břehu Jordánu a ve Východním Jeruzalémě.
Příležitostně má ministr svého náměstka.

## Historie
Tento vládní post byl vytvořen v roce 1961 a do roku 1977 byl znám pod názvem ministr bydlení, a následně v letech 1977 až 2014 jako ministr bydlení a výstavby. V letech 1948 a 1949 byla v rámci prozatímní vlády výstavba zahrnuta pod ministrem práce a výstavby.
| ministr              | strana                    | vláda(y)                     | funkční období        |
| -------------------- | ------------------------- | ---------------------------- | --------------------- |
| Giora Joseftal       | Mapaj                     | 10.                          | 02.11.1961–23.08.1962 |
| Josef Almogi         | Mapaj                     | 10., 11., 12.                | 30.10.1962–23.05.1965 |
| Levi Eškol           | Mapaj                     | 12.                          | 31.05.1965–12.01.1966 |
| Mordechaj Bentov     | nebyl poslanec            | 13., 14.                     | 12.01.1966–15.12.1969 |
| Ze'ev Šerf           | Ma'arach                  | 15.                          | 15.12.1969–10.03.1974 |
| Jehošua Rabinovic    | nebyl poslanec            | 16.                          | 10.03.1974–03.06.1974 |
| Avraham Ofer         | Ma'arach                  | 17.                          | 03.06.1974–03.01.1977 |
| Šlomo Rozen          | nebyl poslanec            | 17.                          | 16.01.1977–20.06.1977 |
| Gid'on Pat           | Likud                     | 18.                          | 20.06.1977–15.01.1979 |
| David Levy           | Likud                     | 18., 19., 20., 21., 22., 23. | 15.01.1979–11.06.1990 |
| Ariel Šaron          | Likud                     | 24.                          | 11.06.1990–13.07.1992 |
| Benjamin Ben Eliezer | Strana práce              | 25., 26.                     | 13.07.1992–18.06.1996 |
| Benjamin Netanjahu   | Likud                     | 27.                          | 18.06.1996–06.07.1999 |
| Jicchak Levy         | Národní náboženská strana | 28.                          | 06.07.1999–12.07.2000 |
| Benjamin Ben Eliezer | Jeden Izrael              | 28.                          | 11.10.2000–07.03.2001 |
| Natan Šaransky       | Jisra'el ba-alija         | 29.                          | 07.03.2001–28.02.2003 |
| Efrajim Ejtam        | Národní náboženská strana | 30.                          | 03.03.2003–10.06.2004 |
| Cipi Livniová        | Likud                     | 30.                          | 04.07.2004–10.01.2005 |
| Jicchak Herzog       | Strana práce              | 30.                          | 10.01.2005–23.11.2005 |
| Ze'ev Boim           | Kadima                    | 30.                          | 18.01.2006–04.05.2006 |
| Me'ir Šítrit         | Kadima                    | 31.                          | 04.05.2006–04.07.2007 |
| Ze'ev Boim           | Kadima                    | 31.                          | 04.07.2007–31.03.2009 |
| Ari'el Atias         | Šas                       | 32.                          | 31.03.2009–18.03.2013 |
| Uri Ari'el           | Židovský domov            | 33.                          | 18.03.2013–14.05.2015 |
| Jo'av Galant         | Kulanu                    | 34.                          | 14.05.2015–02.01.2019 |
| Jif'at Saša-Biton    | Kulanu, Likud             | 34.                          | 09.01.2019–17.05.2020 |
| Ja'akov Litzman      | Sjednocený judaismus Tóry | 35.                          | 17.05.2020–13.09.2020 |
| Benjamin Netanjahu   | Likud                     | 35.                          | 13.09.2020–14.10.2020 |
| Jicchak Kohen        | Šas                       | 35.                          | 14.10.2020–15.11.2020 |
| Ja'akov Litzman      | Sjednocený judaismus Tóry | 35.                          | 15.11.2020–13.06.2021 |
| Ze'ev Elkin          | Nová naděje               | 36.                          | 13.06.2021–29.12.2022 |
| Jicchak Goldknopf    | Sjednocený judaismus Tóry | 37.                          | 29.12.2022–           |

| náměstek         | strana                    | vláda(y) | funkční období                              |
| ---------------- | ------------------------- | -------- | ------------------------------------------- |
| Moše Kacav       | Likud                     | 20       | 10.10.1983–13.09.1984                       |
| Avraham Ravic    | Degel ha-Tora             | 24       | 25.06.1990–13.07.1992                       |
| Arje Gamli'el    | Šas                       | 25       | 29.07.1992–09.09.1993                       |
| Ran Kohen        | Merec                     | 25       | 04.08.1992–31.12.1992                       |
| Eli Ben Menachem | Strana práce              | 25, 26   | 08.04.1993–18.06.1996                       |
| Alex Goldfarb    | Ji'ud, Atid               | 25, 26   | 02.01.1992–18.06.1996                       |
| Me'ir Poruš      | Sjednocený judaismus Tóry | 27, 29   | 24.06.1996–06.07.1999 04.06.2001–28.02.2003 |
| Eli Ben Menachem | Strana práce              | 30       | 11.01.2005–23.11.2005                       |
| Jackie Levy      | Likud                     | 34       | 15.06.2015–18.11.2018                       |